# GRACE (森重樹一のアルバム)
『GRACE』（グレイス）は、森重樹一の11枚目のオリジナル・アルバム。

## 概要
- 自身のソロデビュー20周年を迎えた2015年に制作された作品。
- 「ELEVEN ARK」、「obsession」、「GRACE」の3枚のアルバムを三部作と語っている。
- レコーディングにはライブのサポートを務める山本陽介(Gt)、清(Ba)、満園英二(Dr)が参加。

## 収録曲
| #         | タイトル              | 作詞      | 作曲      | 時間  |
| --------- | --------------------- | --------- | --------- | ----- |
| 1.        | 「MY BLEEDING HEART」 | 森重樹一  | 山本陽介  | 4:26  |
| 2.        | 「罪に溺れて」        | 森重樹一  | 清        | 4:02  |
| 3.        | 「GRACE」             | 森重樹一  | 森重樹一  | 4:32  |
| 4.        | 「信じる道ならば」    | 森重樹一  | 森重樹一  | 4:44  |
| 5.        | 「わだかまりの夜」    | 森重樹一  | 森重樹一  | 4:01  |
| 6.        | 「ALL OR NOTHING」    | 森重樹一  | 森重樹一  | 3:46  |
| 7.        | 「ROUTE16」           | 森重樹一  | 森重樹一  | 5:38  |
| 8.        | 「愛のボリューム」    | 森重樹一  | 森重樹一  | 3:47  |
| 9.        | 「RU☆BY」             | 森重樹一  | 清        | 4:10  |
| 10.       | 「CHANGE」            | 森重樹一  | 森重樹一  | 4:11  |
| 11.       | 「ALWAYS BESIDE YOU」 | 森重樹一  | 森重樹一  | 4:37  |
| 合計時間: | 合計時間:             | 合計時間: | 合計時間: | 47:54 |